# アンフー駅
アンフー駅（ベトナム語：Ga An Phú / Ga 安富?）はベトナム社会主義共和国ホーチミン市トゥドゥック市にて位置するホーチミン地下鉄の駅である。

## 路線
ホーチミン地下鉄
1号線

## 隣の駅
ホーチミン地下鉄
1号線
タオディエン駅 - アンフー駅 - ラックチエック駅